# Chogolisa
Chogolisa é uma montanha na cordilheira Karakoram, no Paquistão, perto do Glaciar Baltoro, na região de Concordia. O Chogolisa tem vários picos, o mais alto na vertente sudoeste (Chogolisa I), atingindo a altitude de 7665 m e o segundo mais alto com 7654 m na vertente nordeste (Chogolisa II ou Bride Peak). O Chogolisa I torna-a a 36.ª montanha mais alta do mundo, e a 14.ª do Paquistão.
Em 1909, um grupo liderado por Luís Amadeu, Duque de Abruzzi atingiu os 7498 m de altitude a partir de um campo base no lado norte do Chogolisa a 6335 m. Porém, o mau tempo e o risco de cair numa cornija de neve por causa da má visibilidade impediram a continuação da escalada, mas o feito foi na época um recorde mundial de altitude, e um grande feito do montanhismo.